# Khalid Boulahrouz
Khalid Boulahrouz (Maassluis, 28 december 1981) is een Nederlands-Marokkaans voormalig profvoetballer die speelde voor RKC Waalwijk, Hamburger SV, Chelsea, Sevilla, VfB Stuttgart, Sporting CP, Brøndby IF en Feyenoord. Hij speelde doorgaans als centrumverdediger of rechtsback. Tussen 2004 en 2012 speelde hij vijfendertig interlands in het Nederlands elftal. Hij vertegenwoordigde Nederland op twee wereldkampioenschappen (2006 en 2010) en twee Europees kampioenschappen (2008 en 2012).

## Carrière

### RKC Waalwijk
Boulahrouz speelde in zijn jeugd bij achtereenvolgens Excelsior Maassluis, DSOV, Ajax, Haarlem en AZ. In het seizoen 2001/02 maakte hij op 9 maart 2002 zijn profdebuut bij RKC Waalwijk onder trainer Martin Jol. Op 13 september 2003 scoorde in een 4-1 nederlaag tegen AFC Ajax zijn eerste goal in het profvoetbal en voor RKC. Hij scoorde vier goals dat seizoen. Hij speelde bij RKC twee volledige seizoenen. Daarin kwam hij tot 64 wedstrijden.

### Hamburger SV
Aan het begin van seizoen 2004/05 maakte Boulahrouz de overstap naar het Duitse Hamburger SV. Op 11 september 2004 maakte hij tegen VfB Stuttgart zijn debuut voor de club en op 12 maart 2005 maakte hij tegen DSC Arminia Bielefeld zijn eerste doelpunt voor HSV. Vanwege zijn agressieve speelwijze werd hij in Duitsland der Kannibale genoemd. In augustus 2005 won HSV de finale van de UEFA Intertoto Cup van Valencia CF, waarna het mocht meedoen aan de UEFA Cup. Boulahrouz vormde in twee seizoenen een vast koppel centraal achterin met Daniel Van Buyten en kwam tot 66 wedstrijden voor Hamburger SV.

### Chelsea
Vanaf 21 augustus 2006 tot en met juni 2008 stond Boulahrouz onder contract bij Chelsea, waar ook landgenoot Arjen Robben op dat moment speelde. Op 27 augustus maakte hij zijn debuut voor Chelsea in de Premier League-wedstrijd tegen Blackburn Rovers FC, die met 2-0 gewonnen werd. Op 12 september maakte Boulahrouz tegen Werder Bremen zijn debuut in de UEFA Champions League. In alle competities speelde hij 23 wedstrijden voor Chelsea.
Het seizoen erop werd Boulahrouz door Chelsea verhuurd aan Sevilla. Daar maakte hij op 15 augustus in de CL-kwalificatiewedstrijd tegen AEK Athene zijn debuut voor Sevilla. Bij Sevilla speelde Boulahrouz slechts zeven wedstrijden. Eind oktober 2007 raakte hij geblesseerd, een blessure die hem de rest van het jaar aan de kant zou houden.

### VfB Stuttgart
In juli 2008 tekende Boulahrouz een vierjarig contract bij VfB Stuttgart dat hem voor om en bij de vijf miljoen euro overnam van Chelsea. Hij maakte op 31 augustus tegen Hannover 96 zijn debuut voor Stuttgart. Zijn eerste drie seizoenen verkeerde hij tussen bank en basis. Pas in het seizoen 2011/12 veroverde Boulahrouz een vaste basispositie. Op 17 september 2011 speelde hij zijn honderdste wedstrijd in de Bundesliga tegen SC Freiburg. Twee weken later maakte hij zijn eerste doelpunt voor Stuttgart in de thuiswedstrijd tegen 1. FC Kaiserslautern. Hoewel hij een basisspeler geworden was, werd in mei 2012 bekend dat zijn aflopend contract bij Stuttgart niet verlengd zou worden. 

### Sporting CP
Vervolgens werd op 18 juli 2012 bekend dat Boulahrouz een tweejarig contract had ondertekend bij Sporting CP, waar hij collega-internationals Stijn Schaars en Ricky van Wolfswinkel aantrof. Hij speelde zeventien wedstrijden in zijn eerste seizoen, waarin hij twee keer een rode kaart pakte. Op 3 september 2013 liet hij zijn contract bij Sporting ontbinden en een maand later tekende hij een contract bij het Deense Brøndby IF. In zijn eerste vier wedstrijden incasseerde de club geen enkel doelpunt, maar uiteindelijk speelde hij er maar dertien wedstrijden.

### Feyenoord
In 2014 maakte hij de overstap naar Feyenoord, waar Fred Rutten zijn trainer werd. Hij tekende er een contract voor een seizoen, met een optie voor een tweede seizoen. Hoewel de club en Boulahrouz hoge verwachtingen hadden, liep het verblijf uit op een teleurstelling. Mede door blessures kwam hij weinig toe aan spelen en werd vervolgens voorbij gestreefd door Sven van Beek. De meeste wedstrijden die hij speelde, was hij stand-in voor rechtsback Luke Wilkshire. In maart maakte de club bekend de optie in zijn contract niet te lichten, waardoor hij in de zomer van 2015, na slechts twaalf wedstrijden, de club alweer verliet.
Nadat het hem niet lukte om een nieuwe club te vinden, zette hij op 11 februari 2016 een punt achter zijn carrière. Hij gaf in april 2017 echter wel aan nog open te staan voor een avontuur in een Oost-Aziatisch land.

## Statistieken
| Seizoen | Club          | Competitie       | Competitie | Competitie | Beker | Beker | Overig | Overig | Totaal | Totaal |
| Seizoen | Club          | Competitie       | Wed.       | Dlp.       | Wed.  | Dlp.  | Wed.   | Dlp.   | Wed.   | Dlp.   |
| ------- | ------------- | ---------------- | ---------- | ---------- | ----- | ----- | ------ | ------ | ------ | ------ |
| 2001/02 | RKC Waalwijk  | Eredivisie       | 1          | 0          | 0     | 0     | 0      | 0      | 1      | 0      |
| 2002/03 | RKC Waalwijk  | Eredivisie       | 31         | 0          | 5     | 0     | 0      | 0      | 36     | 0      |
| 2003/04 | RKC Waalwijk  | Eredivisie       | 29         | 4          | 4     | 0     | 0      | 0      | 33     | 4      |
| 2004/05 | RKC Waalwijk  | Eredivisie       | 3          | 0          | 1     | 0     | 0      | 0      | 4      | 0      |
| 2004/05 | Hamburger SV  | Bundesliga       | 24         | 1          | 0     | 0     | 0      | 0      | 24     | 1      |
| 2005/06 | Hamburger SV  | Bundesliga       | 28         | 0          | 2     | 0     | 12     | 0      | 42     | 0      |
| 2006/07 | Chelsea       | Premier League   | 13         | 0          | 5     | 0     | 5      | 0      | 23     | 0      |
| 2007/08 | Sevilla       | Primera División | 6          | 0          | 2     | 0     | 2      | 0      | 10     | 0      |
| 2008/09 | VfB Stuttgart | Bundesliga       | 21         | 0          | 1     | 0     | 7      | 0      | 29     | 0      |
| 2009/10 | VfB Stuttgart | Bundesliga       | 6          | 0          | 0     | 0     | 2      | 0      | 8      | 0      |
| 2010/11 | VfB Stuttgart | Bundesliga       | 16         | 0          | 2     | 0     | 6      | 0      | 24     | 0      |
| 2011/12 | VfB Stuttgart | Bundesliga       | 21         | 2          | 2     | 0     | 0      | 0      | 23     | 2      |
| 2012/13 | Sporting CP   | Primeira Liga    | 11         | 0          | 3     | 0     | 3      | 0      | 17     | 0      |
| 2013/14 | Brøndby IF    | Superligaen      | 13         | 0          | 0     | 0     | 0      | 0      | 13     | 0      |
| 2014/15 | Feyenoord     | Eredivisie       | 12         | 0          | 0     | 0     | 6      | 0      | 18     | 0      |
| Totaal  | Totaal        |                  | 235        | 7          | 27    | 0     | 45     | 0      | 307    | 7      |

## Interlandcarrière

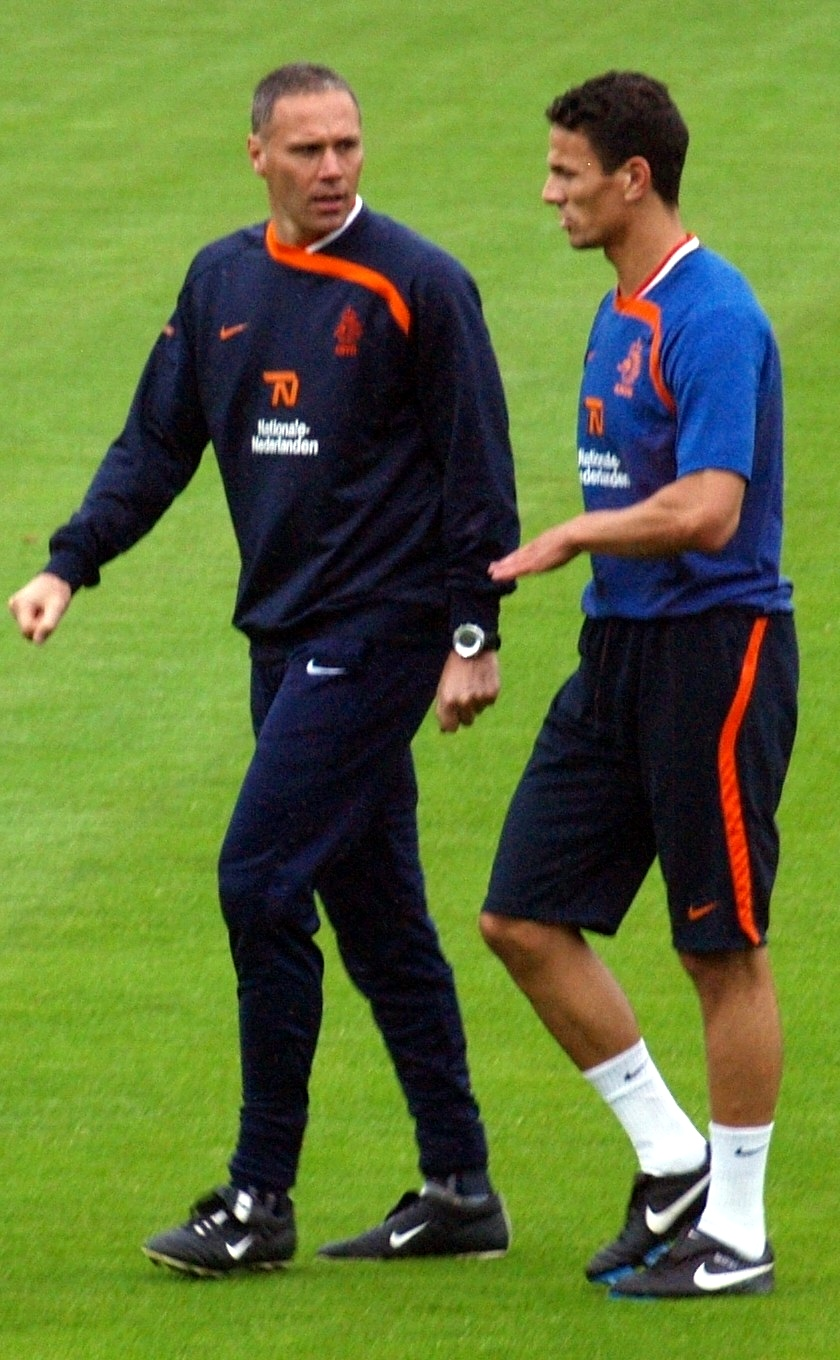
Boulahrouz met Marco van Basten.

Onder leiding van bondscoach Marco van Basten maakte Boulahrouz op 3 september 2004 zijn debuut in het Nederlands elftal, in de met 3–0 gewonnen thuiswedstrijd tegen Liechtenstein, net als Maarten Stekelenburg (Ajax), Romano Denneboom (N.E.C.) en Dirk Kuijt (Feyenoord). Hij had toentertijd ook voor het Marokkaanse elftal kunnen kiezen.
Onder Van Basten was Boulahrouz een vaste waarde in Oranje tijdens de kwalificatie voor het WK 2006 in Duitsland. Hij ging mee naar het WK, maar moest zijn plek afstaan aan André Ooijer. Na een invalbeurt in de tweede poulewedstrijd tegen Ivoorkust had Boulahrouz in de twee daaropvolgende wedstrijden, tegen Argentinië en Portugal, een basisplaats. Tegen Portugal in de achtste finales kreeg hij twee keer geel en moest na ruim een uur spelen van het veld. Oranje verloor met 0–1 en werd uitgeschakeld voor de kwartfinale op het WK.
Ook in het begin van de kwalificatiereeks voor het EK 2008 maakte hij deel uit van de selectie, maar in oktober 2007 liep hij een blessure op die hem de rest van het seizoen aan de kant zou houden. In mei 2008 maakte Boulahrouz zijn rentree in de voorlopige selectie van het Nederlands elftal voor het EK 2008 in Oostenrijk en Zwitserland. Hij werd echter in eerste instantie niet meegenomen naar dit EK, omdat bondscoach Van Basten Mario Melchiot boven hem verkoos. In de laatste week van de voorbereiding van het EK scheurde Ryan Babel zijn enkelbanden en werd Boulahrouz alsnog opgenomen in de definitieve selectie. In alle wedstrijden (tegen Italië, Frankrijk, Roemenië en Rusland) stond Boulahrouz in de basis. Hij kreeg voor zijn overtuigende spel complimenten van o.a. Van Basten.
In de kwalificatiefase voor het WK 2010 speelde hij, mede door blessures, weinig wedstrijden. Op het toernooi zelf was hij geen basisspeler maar in de laatste poulewedstrijd tegen Kameroen stond hij, bij afwezigheid van Gregory van der Wiel in de basis. Boulahrouz maakte een sterke indruk en maakte bijna geen fouten. In de halve finale van het toernooi tegen Uruguay speelde hij weer, omdat Van der Wiel was geschorst.
| Interlands van Khalid Boulahrouz voor Nederland | Interlands van Khalid Boulahrouz voor Nederland | Interlands van Khalid Boulahrouz voor Nederland | Interlands van Khalid Boulahrouz voor Nederland | Interlands van Khalid Boulahrouz voor Nederland | Interlands van Khalid Boulahrouz voor Nederland |
| №                                               | Datum                                           | Wedstrijd                                       | Uitslag                                         | Competitie                                      | Goals                                           |
| Als speler van Hamburger SV                     | Als speler van Hamburger SV                     | Als speler van Hamburger SV                     | Als speler van Hamburger SV                     | Als speler van Hamburger SV                     | Als speler van Hamburger SV                     |
| ----------------------------------------------- | ----------------------------------------------- | ----------------------------------------------- | ----------------------------------------------- | ----------------------------------------------- | ----------------------------------------------- |
| 1                                               | 3 september 2004                                | Nederland – Liechtenstein                       | 3 – 0                                           | Vriendschappelijk                               | 0                                               |
| 2                                               | 8 september 2004                                | Nederland – Tsjechië                            | 2 – 0                                           | WK-kwalificatie                                 | 0                                               |
| 3                                               | 9 oktober 2004                                  | Macedonië – Nederland                           | 2 – 2                                           | WK-kwalificatie                                 | 0                                               |
| 4                                               | 9 februari 2005                                 | Engeland – Nederland                            | 0 – 0                                           | Vriendschappelijk                               | 0                                               |
| 5                                               | 26 maart 2005                                   | Roemenië – Nederland                            | 0 – 2                                           | WK-kwalificatie                                 | 0                                               |
| 6                                               | 17 augustus 2005                                | Nederland – Duitsland                           | 2 – 2                                           | Vriendschappelijk                               | 0                                               |
| 7                                               | 3 september 2005                                | Armenië – Nederland                             | 0 – 1                                           | WK-kwalificatie                                 | 0                                               |
| 8                                               | 7 september 2005                                | Nederland – Andorra                             | 4 – 0                                           | WK-kwalificatie                                 | 0                                               |
| 9                                               | 8 oktober 2005                                  | Tsjechië – Nederland                            | 0 – 2                                           | WK-kwalificatie                                 | 0                                               |
| 10                                              | 12 oktober 2005                                 | Nederland – Macedonië                           | 3 – 0                                           | WK-kwalificatie                                 | 0                                               |
| 11                                              | 1 juni 2006                                     | Nederland – Mexico                              | 2 – 1                                           | Vriendschappelijk                               | 0                                               |
| 12                                              | 11 juni 2006                                    | Servië en Montenegro – Nederland                | 0 – 1                                           | WK-eindronde                                    | 0                                               |
| 13                                              | 16 juni 2006                                    | Ivoorkust – Nederland                           | 1 – 2                                           | WK-eindronde                                    | 0                                               |
| 14                                              | 21 juni 2006                                    | Argentinië – Nederland                          | 0 – 0                                           | WK-eindronde                                    | 0                                               |
| 15                                              | 25 juni 2006                                    | Nederland – Portugal                            | 0 – 1                                           | WK-eindronde                                    | 0                                               |
| Als speler van Chelsea                          |                                                 |                                                 |                                                 |                                                 |                                                 |
| 16                                              | 6 september 2006                                | Nederland – Wit-Rusland                         | 3 – 0                                           | EK-kwalificatie                                 | 0                                               |
| 17                                              | 7 oktober 2006                                  | Bulgarije – Nederland                           | 1 – 1                                           | EK-kwalificatie                                 | 0                                               |
| 18                                              | 11 oktober 2006                                 | Nederland – Albanië                             | 2 – 1                                           | EK-kwalificatie                                 | 0                                               |
| 19                                              | 15 november 2006                                | Nederland – Engeland                            | 1 – 1                                           | Vriendschappelijk                               | 0                                               |
| Als speler van Sevilla                          |                                                 |                                                 |                                                 |                                                 |                                                 |
| 20                                              | 22 augustus 2007                                | Zwitserland – Nederland                         | 2 – 1                                           | Vriendschappelijk                               | 0                                               |
| 21                                              | 8 september 2007                                | Nederland – Bulgarije                           | 2 – 0                                           | EK-kwalificatie                                 | 0                                               |
| 22                                              | 24 mei 2008                                     | Nederland – Oekraïne                            | 3 – 0                                           | Vriendschappelijk                               | 0                                               |
| 23                                              | 9 juni 2008                                     | Italië – Nederland                              | 0 – 3                                           | EK-eindronde                                    | 0                                               |
| 24                                              | 13 juni 2008                                    | Frankrijk – Nederland                           | 1 – 4                                           | EK-eindronde                                    | 0                                               |
| 25                                              | 17 juni 2008                                    | Nederland – Roemenië                            | 2 – 0                                           | EK-eindronde                                    | 0                                               |
| 26                                              | 21 juni 2008                                    | Nederland – Rusland                             | 1 – 3                                           | EK-eindronde                                    | 0                                               |
| Als speler van VfB Stuttgart                    |                                                 |                                                 |                                                 |                                                 |                                                 |
| 27                                              | 10 september 2008                               | Macedonië – Nederland                           | 1 – 2                                           | WK-kwalificatie                                 | 0                                               |
| 28                                              | 10 oktober 2009                                 | Australië – Nederland                           | 0 – 0                                           | Vriendschappelijk                               | 0                                               |
| 29                                              | 26 mei 2010                                     | Mexico – Nederland                              | 1 – 2                                           | Vriendschappelijk                               | 0                                               |
| 30                                              | 24 juni 2010                                    | Kameroen – Nederland                            | 1 – 2                                           | WK-eindronde                                    | 0                                               |
| 31                                              | 6 juli 2010                                     | Uruguay – Nederland                             | 2 – 3                                           | WK-eindronde                                    | 0                                               |
| 32                                              | 4 juni 2011                                     | Brazilië – Nederland                            | 0 – 0                                           | Vriendschappelijk                               | 0                                               |
| 33                                              | 8 juni 2011                                     | Uruguay – Nederland                             | 1 – 1                                           | Vriendschappelijk                               | 0                                               |
| 34                                              | 11 november 2011                                | Nederland – Zwitserland                         | 0 – 0                                           | Vriendschappelijk                               | 0                                               |
| 35                                              | 29 februari 2012                                | Engeland – Nederland                            | 2 – 3                                           | Vriendschappelijk                               | 0                                               |

## Erelijst
| Competitie          |              |              |              |              |
| Competitie          | Aantal       | Jaren        |              |              |
| Hamburger SV        | Hamburger SV | Hamburger SV | Hamburger SV | Hamburger SV |
| ------------------- | ------------ | ------------ | ------------ | ------------ |
| UEFA Intertoto Cup  | 1x           | 2005         |              |              |
| VfB Stuttgart       |              |              |              |              |
| UEFA Intertoto Cup  | 1x           | 2008         |              |              |
| Chelsea             |              |              |              |              |
| FA Cup              | 1x           | 2006/07      |              |              |
| Football League Cup | 1x           | 2006/07      |              |              |
| Sevilla             |              |              |              |              |
| Supercopa de España | 1x           | 2007         |              |              |

## Privéleven
Boulahrouz trouwde in 2005 met Sabia Engizek. Tijdens het EK 2008 in Oostenrijk en Zwitserland was zijn vrouw zwanger. Op 18 juni 2008 werd zij met spoed in een ziekenhuis in Lausanne met zwangerschapscomplicaties opgenomen. Hun dochtertje Anissa werd die dag, drie maanden te vroeg, geboren. Kort na de geboorte overleed het meisje. Boulahrouz bleef bij de selectie en speelde drie dagen later mee in de kwartfinale tegen Rusland, die door Nederland verloren werd. Het Nederlands elftal speelde die wedstrijd met een zwarte rouwband om de arm. In maart 2010 werd hun tweede dochter geboren. Hun zoon werd in januari 2011 geboren. Inmiddels is het huwelijk ontbonden.
In de aanloop naar de Tweede Kamerverkiezingen van 2006 was Boulahrouz een van de ondertekenaars van een door GroenLinks geïnitieerd manifest waarin goed verdienende Nederlanders premier Jan-Peter Balkenende opriepen hen minder financiële voordelen te gunnen en in plaats daarvan meer te doen aan armoedebestrijding.
Na zijn carrière als voetballer verscheen Boulahrouz als analist bij Ziggo Sport. Daarnaast liep hij sinds april 2021 mee bij zijn oude club AZ om te kijken of het trainersvak iets voor hem zou zijn.